# Episodi di Rush Hour (serie televisiva)
La prima e unica stagione della serie televisiva Rush Hour è stata trasmessa dal 31 marzo 2016 al 20 agosto 2016 su CBS.
In Italia la prima stagione è stata trasmessa in prima visione assoluta dal 18 dicembre 2016 al 29 gennaio 2017 su Premium Crime.
| nº | Titolo originale                                      | Titolo italiano              | Prima TV USA   | Prima TV Italia  |
| -- | ----------------------------------------------------- | ---------------------------- | -------------- | ---------------- |
| 1  | Pilot                                                 | Una strana coppia di sbirri  | 31 marzo 2016  | 18 dicembre 2016 |
| 2  | Two Days or the Number of Hours Within that Timeframe | 48 ore                       | 7 aprile 2016  | 18 dicembre 2016 |
| 3  | Captain Cole's Playlist                               | La musica giusta             | 14 aprile 2016 | 25 dicembre 2016 |
| 4  | LA Real Estate Boom                                   | Boom immobiliare             | 21 aprile 2016 | 25 dicembre 2016 |
| 5  | Assault on Precinct 7                                 | Il figlio del dragone        | 28 aprile 2016 | 1º gennaio 2017  |
| 6  | Welcome Back, Carter                                  | Poliziotti a scuola          | 5 maggio 2016  | 1º gennaio 2017  |
| 7  | Badass Cop                                            | Anche i poliziotti sbagliano | 12 maggio 2016 | 8 gennaio 2017   |
| 8  | Wind Beneath My Wingman                               | La bella testimone           | 19 maggio 2016 | 8 gennaio 2017   |
| 9  | Prisoner of Love                                      | Prigioniero d'amore          | 23 luglio 2016 | 15 gennaio 2017  |
| 10 | Knock, Knock... House Creeping!                       | La casa infestata            | 30 luglio 2016 | 15 gennaio 2017  |
| 11 | O Hostage! My Hostage!                                | Carissimi ostaggi            | 6 agosto 2016  | 22 gennaio 2017  |
| 12 | The Dark Night                                        | Una notte buia               | 13 agosto 2016 | 22 gennaio 2017  |
| 13 | Familee Ties                                          | Legami di famiglia           | 20 agosto 2016 | 29 gennaio 2017  |